# Thermobia domestica
Il pesciolino delle case (Thermobia domestica Packard, 1873) è un piccolo insetto attero dell'ordine dei Thysanura, famiglia Lepismatidae, commensale dell'uomo associato agli ambienti domestici.

## Morfologia

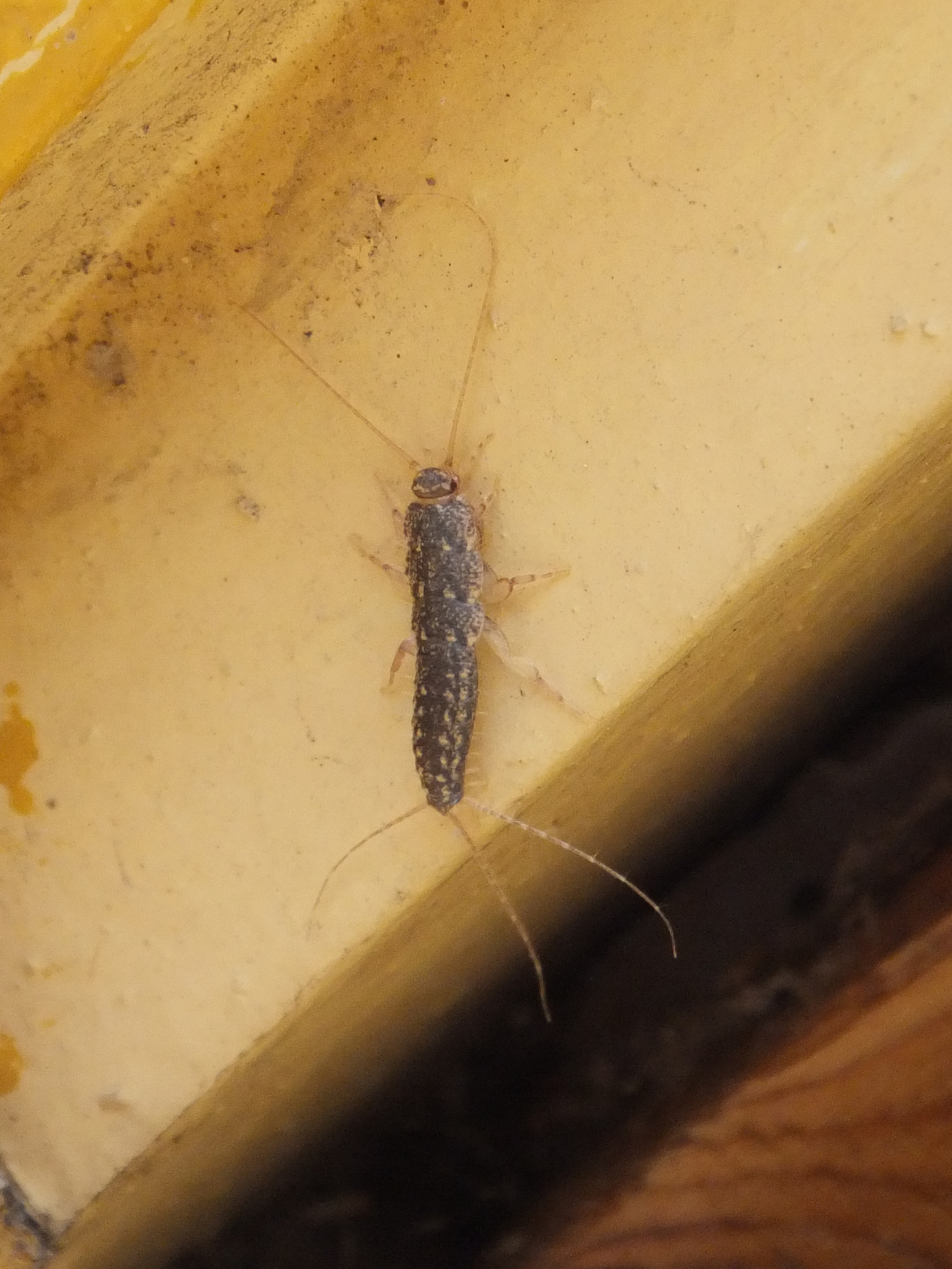
Esemplare su un muro

Questo tisanuro è alquanto simile ai più noti pesciolini d'argento (Lepisma saccharina), rispetto ai quali ha dimensioni leggermente maggiori, con corpo lungo 1-1,6 cm. Il corpo è allungato e appiattito in senso dorso-ventrale, con maggiore larghezza in corrispondenza del torace. Il tegumento mostra una pigmentazione maculata per la presenza di squame brune. Come tutti i Tisanuri, è primitivamente attero.
Le antenne sono lunghe e filiformi e l'addome termina con due lunghi cerci filiformi e con l'undicesimo urite, o telson, anch'esso lungo e filiforme. Rispetto ai pesciolini d'argento antenne e cerci sono marcatamente più lunghi: le antenne sono lunghe circa il doppio del resto del corpo e i cerci approssimativamente lunghi quanto il corpo, fatta esclusione per il telson.
Le neanidi sono morfologicamente simili agli adulti ma di minori dimensioni.

## Biologia, habitat e danni
Lo sviluppo postembrionale si svolge in circa un anno e l'adulto ha una durata di vita uguale o superiore ad un anno. Ogni femmina può deporre fino ad un centinaio di uova.
Il pesciolino delle case predilige ambienti chiusi, caldi e umidi e può essere ritrovato negli ambienti domestici o, più frequentemente, nelle panetterie, in genere presso fonti di calore come i forni. Ha abitudini notturne ed è lucivago.
Le popolazioni di T. domestica non raggiungono mai rilevanti quantità, in quanto composte da piccole comunità di pochi individui e nella generalità dei casi non costituiscono fattori di danno. Eventuali infestazioni possono essere combattute con i comuni insetticidi a base di piretroidi di sintesi disponibili in commercio per usi civili.